# Małgorzata Handzelewicz-Wacławek

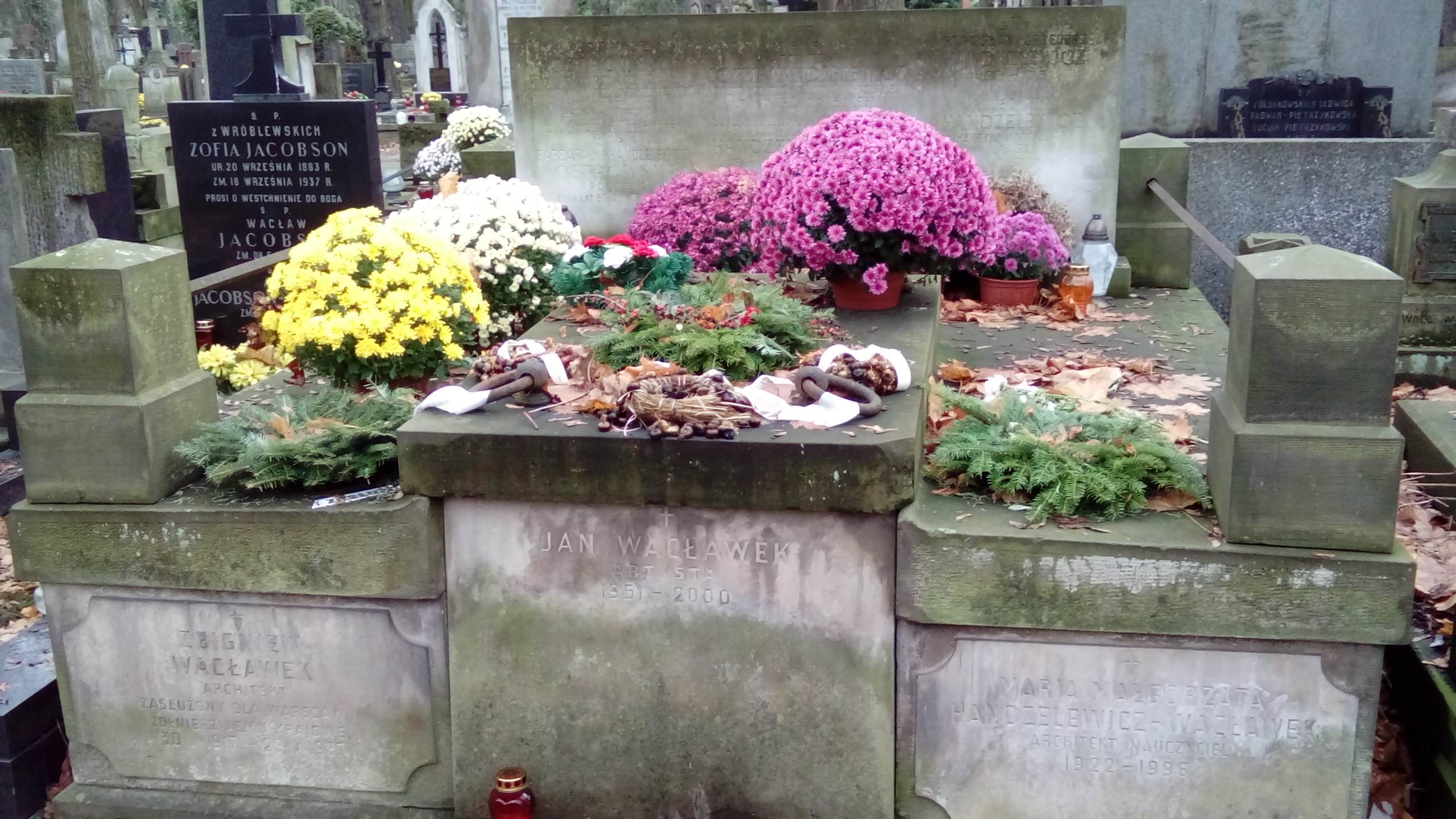
Grób Marii Małgorzaty Handzelewicz-Wacławek i Zbigniewa Wacławka na cmentarzu Powązkowskim

Maria Małgorzata Handzelewicz-Wacławek (ur. 10 czerwca 1922 w Zalesiu, zm. 11 października 1996 w Warszawie) – polska architektka, profesorka architektury, przedstawicielka modernizmu, laureatka Honorowej Nagrody SARP (1987).
Córka architekta, ceramika i przemysłowca Józefa Handzelewicza oraz Marii, z domu Kucharska. Mężem Marii Handzelewicz był Zbigniew Wacławek.

## Wykształcenie i uprawnienia
Nauka:
- 1937 – Gimnazjum ogólnokształcące w Grudziądzu
- 1939 – Liceum im. A. Wereckiej w Warszawie
- 1942 – Żeńska Szkoła Architektury im. Stanisława Noakowskiego
- 1942–1950 – Wydział architektury Politechniki Warszawskiej.

Dyplom u prof. Bohdana Pniewskiego.
Uprawnienia:
- Uprawnienia projektowe – 1967
- Rzeczoznawca SARP – 1976
- Wielokrotny sędzia konkursowy SARP
- Status Twórcy – 1979

## Działalność projektowa
- W pracowni Macieja Nowickiego w latach 1942–1945.
- Biuro Odbudowy Stolicy w latach 1945–1946
- W pracowni prof. Bohdana Pniewskiego w latach 1946–1965, początkowo jako asystent, projektant wreszcie jako partner profesora i współautor jego ostatnich projektów oraz realizacji.
- Miastoprojekt Warszawa-Śródmieście 1965–1967
- Pracownia prowadzona wraz z mężem Zbigniewem Wacławkiem w Biurze Projektów Budownictwa Ogólnego w Warszawie w latach 1967–1981
- Pracownia prowadzona wraz z mężem Zbigniewem Wacławkiem w Autorskich Pracowniach Architektury P.P. w latach 1981–1987, samodzielnie do końca 1994

## Działalność dydaktyczna
Równolegle do ostatnich lat studiów praca jako asystent wolontariusz, potem młodszy asystent w Zakładzie Projektowania prof. Barbary Brukalskiej w latach 1946–1951. W latach 1951–1956 usunięta z Wydziału Architektury z przyczyn politycznych. Pracowała jako asystent w katedrze prof. Bohdana Pniewskiego w latach 1956–1965, oraz jako adiunkt w Zakładzie Projektowania Budynków Użyteczności Publicznej prof. Zbigniewa Karpińskiego w latach 1965–1969, później jako docent, wreszcie jako profesor w tymże Zakładzie. Doktorat pt. „Wpływ warunków fizjograficznych na ukształtowanie przestrzenne zespołów wypoczynkowo-leczniczych w środowisku górskim”, wykonany pod kierunkiem prof. Bohdana Pniewskiego w 1965. Została mianowana profesorem nadzwyczajnym w 1989.
Spoczywa na cmentarzu Powązkowskim w Warszawie (kw. 52-3-25/26).

## Realizacje architektoniczne
- Dom ZMP w Olsztynie – 1952
- Wystawa [część] „Odrodzenie” w Warszawie - 1954 (współautor Zbigniew Wacławek)
- Dom Chłopa w Warszawie – 1958, współautor Bohdan Pniewski, współpraca Wojciech Świątkowski
- Hotel Dzienny w Warszawie (część Domu Chłopa) – 1959, współautor Bohdan Pniewski, współpraca W. Świątkowski
- Pawilon Brasílii na Targach Poznańskich – 1960 (współautor Andrzej Niewęgłowski)
- Sąd Powiatowy w Olkuszu – 1964/1966
- Dom Samotnych ul. Etiudy Rewolucyjnej w Warszawie – 1969
- Nowy Dom Poselski w Warszawie - 1972/1974, (współautor Andrzej Kaliszewski)
- Budynek "E" w kompleksie budynków Sejmu – 1989–1991[3]
- Kościół w Śródborowie – 1978, (współautor Zbigniew Wacławek)
- Osiedle „Targówek” w Warszawie - 1972/1978, (współautor Zbigniew Wacławek i Halina Fonkowicz)
- Dom wielorodzinny ul. Kwiatowa w Warszawie – 1979/1980
- Dom wielorodzinny ul. Madalińskiego w Warszawie – 1979/1980

## Projekty
- Wiejskie Centrum Handlowe – 1958 (współautor Krystyna Dobrowolska)
- Kino w Warszawie – 1960 (współautor Bohdan Pniewski)
- Oddział szpitala w Lublinie – 1962 (współautor Zenon Buczkowski)
- Dzielnica uzdrowiskowa w Krynicy – 1961/1969 (współautor Bohdan Pniewski i Wojciech Świątkowski)
- Przebudowa willi „Patria” w Krynicy – 1963/1964
- Willa dla Bohdana Pniewskiego – 1964
- Dom Pracy Twórczej w Konstancinie – 1965
- Hotel „Orbis” w Warszawie – 1965 (współautor Zbigniew Wacławek)
- Zespół 7 budynków sanatoryjnych, wraz z garażami, kotłownią centralną i pralnią w Krynicy - 1965/1971
- Ośrodek wypoczynkowy PAP w Zegrzu – 1966
- Sądy powiatowe (proj. studialne) – 1966/1967
- Zakład poprawczy w Kielcach – 1966/1968
- Ośrodek szkoleniowo-wypoczynkowy ”Gwardii” w Zakopanem – 1977
- Plebania przy kościele w Śródborowie – 1978 (współautor Zbigniew Wacławek)
- Zabudowa jednorodzinna na Targówku – 1979
- Dom Wypoczynkowy MSW w Skubiance – 1979
- Hotel „Orbisu” w Krakowie – 1979/1980 (współautor Andrzej Kaliszewski)
- Osiedle „Podolszyce” w Płocku – 1981/1982 (współautor Zbigniew Wacławek i Andrzej Kaliszewski)
- Osiedle „Piaski” w Puławach – 1981/1982 (współautor Andrzej Kaliszewski, Halina Fonkowicz i Elżbieta Skrzyńska)
- Centrum handlowe na os. Targówek – 1983
- Intensyfikacja osiedla „Woronicza” w Warszawie – 1983
- Agregatornia Sejmu w Warszawie – 1985
- Ogrodzenie i mała architektura dla Sejmu – 1986
- Wnętrza Sejmu – 1986/1987

## Inne
Pracowała w zespole Macieja Nowickiego projektującego odbudowę Warszawy. Pracowała w zespole prof. Bohdana Pniewskiego przy projektach: 
- Bank Narodowy,
- Ministerstwo Obrony Narodowej,
- Hotel Europejski,
- Ministerstwo Komunikacji [tzw.aneks],
- Teatr Wielki,
- Dyrekcja Kolei Państwowych,
- kościół w Toruniu, w Warszawie i w Płocku,

a także przy konkursach w tymże zespole: 
- Plac Zwycięstwa,
- Narodowy Bank Polski,
- Teatr Wielki,
- Zamek Królewski w Warszawie.

## Odznaczenia i wyróżnienia
- Nagroda Ministerstwa Budownictwa 1972
- Złoty Krzyż Zasługi 1972
- Złoty Krzyż Zasługi 1973
- Sześcian „1973” [zrealizowanie miliona metrów sześciennych w Warszawie]
- Złota odznaka honorowa „Zasłużony dla Budownictwa i Przemysłu Materiałów Budowlanych” 1979
- Nagroda ind. Ministra Szkolnictwa Wyższego i Nauki II stopnia 1979
- Honorowa Nagroda SARP, wraz z mężem Zbigniewem (pośmiertnie) w 1987

## Konkursy
- Zagroda wiejska, 1943
- Dom mieszkalny w Kawęczynie (współautor Tadeusz Zieliński)
- Ministerstwo przemysłu w Warszawie, 1946, II nagroda (współautor Aniela Rosier-Siedlecka)
- Port Lotniczy w Warszawie, 1947, III nagroda
- Centralny Dom Towarowy ul. Bracka w Warszawie, 1947
- Zespół Szkół Włókienniczych w Łodzi, 1948, III nagroda
- Plac Centralny w Nowej Hucie, 1951, wyróżnienie (współautor Zbigniew Wacławek)
- Łuk Triumfalny w Lublinie, 1954 (współautor Zbigniew Wacławek)
- Otoczenie Wawelu w Krakowie, 1954 (współautor Zbigniew Wacławek)
- Mauzoleum w Karaczi, 1956 (współautor Zbigniew Wacławek)
- Młodzieżowy Dom Kultury w Białymstoku, 1956, I nagroda
- Dom Chłopa w Warszawie, 1957, I nagroda (współautor Bohdan Pniewski)
- Ściana Wschodnia w Warszawie, 1958, wyróżnienie (współautor Bohdan Pniewski)
- Kino w Warszawie, 1960 (współautor Bohdan Pniewski)
- Port Lotniczy w Warszawie, 1960, wyróżnienie
- Teatr w Bydgoszczy, 1961, III nagroda
- Biblioteka Narodowa, 1962, nagroda (współautor Bohdan Pniewski)
- Osiedle Targówek w Warszawie, 1970, I nagroda (współautor Zbigniew Wacławek)
- Rozbudowa gmachu KC PZPR w Warszawie, 1970 (współautor Zbigniew Wacławek)
- Plac Zwycięstwa w Warszawie, 1972 (współautor Zbigniew Wacławek i Piotr Marzyński)
- Ambasada Polska w Delhi, 1973 (współautor Zbigniew Wacławek i Andrzej Kaliszewski)
- Centrum Krynicy, 1974, wyróżnienie (współautor Zbigniew Wacławek)
- Strona [Ściana] Zachodnia w Warszawie, 1975 (współautor Zbigniew Wacławek)
- Domy Towarowe w Krakowie, 1975, wyróżnienie (współautor Bogdan Napieralski)
- Dom Kultury na Gocławku w Warszawie, 1980, główna nagroda
- Świątynia Pokoju na Majdanku – 1983
- Giełda w Warszawie, 1993 (współautor Grzegorz Stiasny i Jakub Wacławek)
- Centrum i plac im. W.Sikorskiego w Siedlcach, wyróżnienie, 1994 (współautor Jakub Wacławek)